# Victoria Ortiz
Victoria Ortiz Tejada (Santander de Quilichao, Cauca, Colombia, 19 de abril de 1997) es una actriz colombiana de cine, teatro y televisión, conocida por su participación en las series de televisión  La niña, Francisco el Matemático: Clase 2017,  Arelys Henao, canto para no llorar y  Arelys Henao, aún queda mucho por cantar.

## Biografía
Estudió actuación en La Academia Naar Landaeta (Cali, Colombia). Ha participado en series de la televisión colombiana como La niña (2016) y Francisco el Matemático (2017). En 2017 obtuvo el premio India Catalina como actriz revelación de por su papel de María Luisa Barragán en La niña.

## Filmografía

### Televisión
| Año  | Título                                   | Personaje                | Canal              |
| ---- | ---------------------------------------- | ------------------------ | ------------------ |
| 2024 | Arelys Henao, canto para no llorar       | Clara Inés Ríos          | Caracol Televisión |
| 2022 | Arelys Henao, aún queda mucho por cantar | Clara Inés Ríos          | Caracol Televisión |
| 2021 | El acertijo                              | Elena                    | Señal Colombia     |
| 2021 | El adversario                            | Sofia                    | Canal Capital      |
| 2019 | Enfermeras                               | Estefany                 | Canal RCN          |
| 2017 | Francisco el matemático: Clase 2017      | Rubí Moreno              | Canal RCN          |
| 2017 | Hermanos y hermanas                      | Invitada                 | Canal RCN          |
| 2016 | Sala de urgencias 2                      | Invitada                 | Canal RCN          |
| 2016 | La niña                                  | María Luisa Barragán     | Caracol Televisión |
| 2010 | Tu voz estéreo                           | Ep: De campo a la ciudad | Caracol Televisión |

## Cine
| Año  | Título            | Personaje     | Nota                |
| ---- | ----------------- | ------------- | ------------------- |
| 2024 | Estimados Señores | Marian Correa |                     |
| 2017 | Mariposas verdes  | Ángela        | Productora LAP. SAS |

## Teatro
| Año  | Título                  | Personaje       | Nota                      |
| ---- | ----------------------- | --------------- | ------------------------- |
| 2022 | Entre lágrimas y risas  | Clara Inés Ríos |                           |
| 2015 | “Aladin” el espectáculo |                 | Teatro Jorge Isaacs, Cali |
| 2013 | La magia de la navidad  | Naar Landaeta   |                           |

## Premios o nominaciones

### Premios India Catalina
| Año  | Categoría                        | Producción | Resultado |
| ---- | -------------------------------- | ---------- | --------- |
| 2017 | Mejor actriz revelación de serie | La niña    | Ganadora  |

### Premios TVyNovelas Colombia
| Año  | Categoría                        | Producción | Resultado |
| ---- | -------------------------------- | ---------- | --------- |
| 2017 | Mejor actriz revelación de serie | La niña    | Nominada  |